# Daniel Owusu
Daniel Owusu (13 juli 1989) is een Ghanees voetballer. Zijn huidige club is Germinal Beerschot waar hij speelt sinds 2007. Hij wordt gehuurd van Fulham FC voor drie jaar. Hij is een verdedigende middenvelder.

## Statistieken
| seizoen    | club                      | land     | competitie         | wed. | goals |
| ---------- | ------------------------- | -------- | ------------------ | ---- | ----- |
| 2007/08    | Fulham FC                 | Engeland | Premier League     | 0    | 0     |
| 2007/08    | Germinal Beerschot (loan) | België   | Jupiler League     | 8    | 0     |
| 2008/09    | Germinal Beerschot (loan) | België   | Jupiler Pro League | 2    | 0     |
| 2009/10    | Germinal Beerschot (loan) | België   | Jupiler Pro League | 0    | 0     |
| Bijgewerkt | 17-08-2009                |          |                    |      |       |